# Guapira laxiflora
Guapira laxiflora är en underblomsväxtart som först beskrevs av Jacques Denys Denis Choisy, och fick sitt nu gällande namn av Cyrus Longworth Lundell. Guapira laxiflora ingår i släktet Guapira och familjen underblomsväxter. Inga underarter finns listade i Catalogue of Life.